# Sidney (Indiana)
Sidney è un comune degli Stati Uniti d'America, situato nello Stato dell'Indiana, nella contea di Kosciusko.